# Stranger Things: The First Shadow
Stranger Things: The First Shadow es una obra de teatro basada en la serie original de Netflix Stranger Things. La obra actúa como una precuela de los eventos de la serie. Está siendo producido por la productora de Sonia Friedman junto con Netflix y se estrenó el 17 de noviembre de 2023 en el Phoenix Theatre en el West End en Londres.

## Premisa
'Hawkins, 1959: una ciudad normal con preocupaciones regulares. El coche del joven Jim Hopper no arranca, la hermana de Bob Newby no se toma en serio su programa de radio y Joyce Maldonado simplemente quiere graduarse y largarse de la ciudad. Cuando llega el nuevo estudiante Henry Creel, su familia descubre que un nuevo comienzo no es tan fácil... y las sombras del pasado tienen un alcance muy largo.
Esta nueva y apasionante aventura te llevará directamente al comienzo de la historia de Stranger Things, y puede ser la clave para el final.

## Producción
En julio de 2022, se reveló que se estaba preparando una obra de teatro derivada y una serie derivada. La obra de teatro será producida por Sonia Friedman y Stephen Daldryy escrita por Kate Trefry,  basada en una historia original de los hermanos Duffer, Jack Thorne y Trefry. El 1 de marzo de 2023, se anunció como Stranger Things: The First Shadow. La primera función de Stranger Things: The First Shadow se desarrolló el 17 de noviembre de 2023 con una inauguración oficial el 14 de diciembre de 2023
El 20 de septiembre de 2023 se anunció el reparto completo. La compañía contará con Oscar Lloyd como James Hopper Jr., Isabella Pappas como Joyce Maldonado, Chris Buckley como Bob Newby, Louis McCartney como Henry Creel, Patrick Vaill como Dr. Brenner, Ella Karuna Williams como Patty Newby, Michael Jibson como Victor Creel, y Lauren Ward como Virginia Creel. 

## Elenco y personajes
| Personaje        | West End (2023)             |
| ---------------- | --------------------------- |
| James Hopper Jr. | Oscar Lloyd                 |
| Joyce Maldonado  | Isabella Pappas             |
| Bob Newby        | Chris Buckley               |
| Henry Creel      | Louis McCartney             |
| Dr. Brenner      | Patrick Vaill               |
| Alan Munson      | Max Harwood                 |
| Patty Newby      | Ella Karuna Williams        |
| Victor Creel     | Michael Jibson              |
| Virginia Creel   | Lauren Ward                 |
| Alice Creel      | Faith Delaney y Anika Boyle |
| Sheriff Hopper   | Shane Attwooll              |
| Lonnie Byers     | Chase Brown                 |
| Charles Sinclair | Ammar Duffis                |
| Ted Wheeler      | Giles Geary                 |
| Karen Childress  | Florence Guy                |
| Principal Newby  | Matthew Pidgeon             |
| Walter Henderson | Calum Ross                  |
| Claudia Yount    | Maisie Norma Seaton         |